# MP3 بلاگ
MP3 بلاگ (انگلیسی: MP3 blog) نوعی وبلاگ است که در آن سازنده، فایل‌های موسیقی را، معمولاً با فرمت MP3، برای دانلود در دسترس قرار می‌دهد. همچنین به‌عنوان بلاگ‌های موسیقی یا بلاگ‌های صوتی شناخته می‌شوند (آخر می‌تواند به‌معنای پادکست نیز باشد). وبلاگ‌های MP3 از سال ۲۰۰۳ به‌طور فزاینده‌ای محبوب شده‌اند. موسیقی‌های ارسال‌شده از موسیقی‌های کمیاب که در سال‌های متمادی منتشر نشده‌اند تا آثار معاصر را شامل می‌شود، و انتخاب‌ها اغلب به یک ژانر یا موضوع موسیقی خاص محدود می‌شوند. برخی از MP3 بلاگ‌ها موسیقی را در قالب کدگذاری صوتی پیشرفته (AAC) یا Ogg ارائه می‌دهند.